# Adélio Bispo de Oliveira
Adélio Bispo de Oliveira, né le 6 mai 1978 à Montes Claros (État de Minas Gerais), est l'auteur de la tentative d'homicide au couteau contre l'homme politique brésilien Jair Bolsonaro ayant eu lieu le 6 septembre 2018 à Juiz de Fora, lors d'un rassemblement électoral dans le cadre de la campagne pour l'élection présidentielle brésilienne de 2018.
Les premiers éléments de l'enquête indiquent que Adélio Bispo de Oliveira était membre du Parti socialisme et liberté entre 2007 et 2014 et qu'il déclarait avoir agi « sur ordre de Dieu ».
Le 14 juin 2019, il est déclaré pénalement irresponsable et interné en psychiatrie dans une unité pénitentiaire fédérale pour une durée indéterminée.
Le 14 mai 2020, un rapport de la Police Fédérale Brésilienne confirme que Adélio Bispo de Oliveira a agi seul.